# Tears Roll Down (Greatest Hits 82-92) (video)
Tears Roll Down (Greatest Hits 82-92) è una video compilation dei Tears for Fears pubblicata nel 1992 in VHS e ripubblicata in DVD nel 2003.
Contiene gli stessi videoclip del duo legati ai singoli della raccolta omonima pubblicata nello stesso anno.

## Tracce
1. Sowing the Seeds of Love
2. Everybody Wants to Rule the World
3. Woman in Chains
4. Shout
5. Head over Heels
6. Mad World
7. Pale Shelter
8. I Believe
9. Laid So Low (Tears Roll Down)
10. Mothers Talk
11. Change
12. Advice for the Young at Heart